# Conus australis
Conus australis é uma espécie de gastrópode do gênero Conus, pertencente à família Conidae.